# Maria Einsiedeln (Dettenschwang)

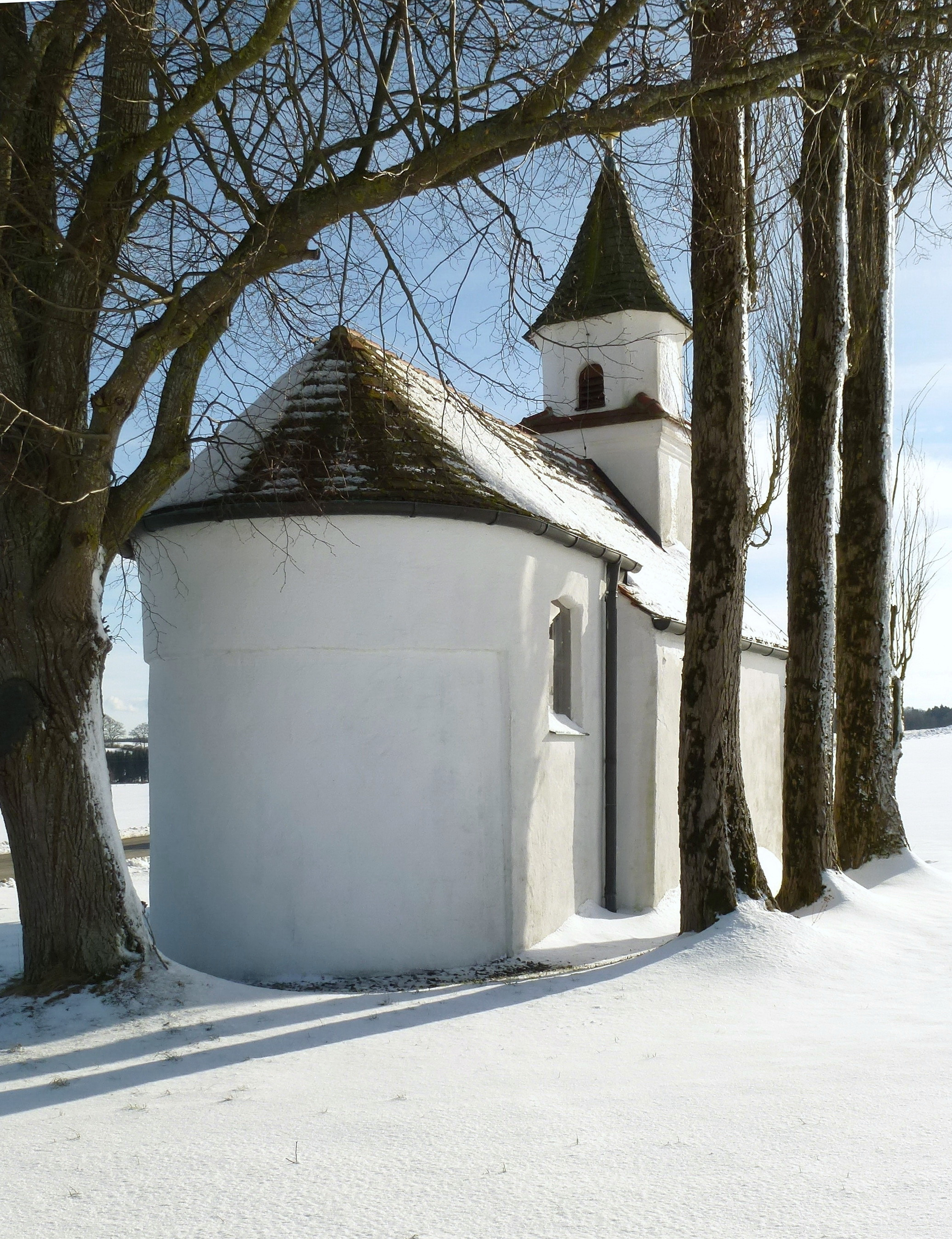
Kapelle Maria Einsiedeln in Dettenschwang

Die katholische Kapelle Maria Einsiedeln in Dettenschwang, einem Ortsteil der Marktgemeinde Dießen am Ammersee im oberbayerischen Landkreis Landsberg am Lech, wurde 1708 errichtet und 1841 vergrößert. Die Kapelle an der Schmiedstraße 34, in freier Lage westlich des Ortes, gehört zu den geschützten Baudenkmälern in Bayern.

## Beschreibung
Bodenfunde deuten auf einen mittelalterlichen oder frühneuzeitlichen Vorgängerbau hin.
Der Satteldachbau mit eingezogenem, halbrundem Chor besitzt einen mächtigen Dachreiter mit oktogonalem Aufbau und Spitzdach. Der Innenraum ist tonnengewölbt. Die ursprüngliche Ausstattung, darunter das Gnadenbild der Muttergottes aus dem Jahr 1748, ist verschollen.
Die Kapelle wurde Anfang der 1980er Jahre innen und außen renoviert.